# Asociación de baloncesto de Baréin
La BBA (por sus siglas en inglés "Bahrain Basketball Association") es el organismo que rige las competiciones de clubes y la Selección nacional de Baréin. Pertenece a la asociación continental FIBA Asia.

## Ranking FIBA
| Po. | País               | País    | Puntos |
| --- | ------------------ | ------- | ------ |
| 83  | Bandera de Baréin. | Bahréin | 0.0    |

- Datos: Q3741092